# Karanemoura
Karanemoura (лат.) — ископаемый род веснянок из семейства Perlariopseidae. Ископаемые остатки представителей рода найдены на территории Казахстана, Кыргызстана, Китая, Монголии и России в отложениях юрского и мелового периодов (201,3—125,0 млн лет назад).

## Описание
Длина тела около 1 см, длина переднего крыла от 1 до 2 мм. Голова крупная, усики длинные, проторакс узкий. В передних крыльях отсутствуют жилки c-r. Задние крылья с четырьмя продольными жилками в анальной области. Ноги длинные и тонкие. Первый тарзомер длинный, почти вдвое длиннее второго членика лапок; второй сегмент короче третьего. Церки короткие, состоят из одного сегмента.
Род Karanemoura был впервые выделен в 1987 году российским энтомологом Ниной Дмитриевной Синиченковой Архивная копия от 12 мая 2014 на Wayback Machine (Лаборатория артропод, Палеонтологический институт РАН, Москва). Наиболее близок к роду Perlariopsis, от которого отличается отсутствием поперечной жилки c–r в птеростигмальной области переднего крыла, и короткими одночлениковыми церками. Почти все виды (кроме Karanemoura manca K. manca) были описаны только по отпечаткам передних крыльев.

## Классификация
По данным сайта Paleobiology Database, на март 2020 года в род включают 9 вымерших видов:
- Karanemoura abrupta Sinitshenkova, 1987typus
- Karanemoura appropinquata Sinitshenkova, 1987
- Karanemoura brevis Sinitshenkova, 1987
- Karanemoura curvata Sinitshenkova, 1998
- Karanemoura distalis Sinitshenkova, 1987
- Karanemoura divaricata Sinitshenkova, 1987
- Karanemoura manca Liu et al., 2009
- Karanemoura perpropinqua Sinitshenkova, 1995
- Karanemoura probata Sinitshenkova, 1992

Вид Karanemoura desiliens Sinitshenkova, 1987 согласно исследованию 2011 года принадлежит роду Rasnitsyrina Sinitshenkova, 2011.